# 川黔尖叶柃
川黔尖叶柃（学名：Eurya acuminoides）为山茶科柃木属下的一个种。

## 扩展阅读
- 維基物種上的相關：川黔尖叶柃